# Ruta Provincial 114-05
La Ruta Provincial 114-05 es una carretera pavimentada de 6 km de extensión ubicada en el partido de Berisso, en la  provincia de Buenos Aires, Argentina.

## Características y recorrido
La ruta recorre 6 km totalmente asfaltados, uniendo las ciudades de Berisso y La Plata.

## Localidades
- Partido de Berisso: Berisso.

## Recorrido
A continuación, se muestra un mapa esquemático que resume los principales cruces de esta ruta.
|  | CONTg |

|  | MWNODEr | STRq |

|  | RM |

| STRq | MWNODEl |  |

| HOUSE | RM |  |

| STRq | MWNODE | STRq |

|  | RMCONTf |

## Nomenclatura municipal
Debido a que la ruta discurre en gran parte por zonas urbanas, los diferentes municipios le han dado los siguientes nombres a esta carretera:
- En Berisso: Avenida del Petróleo Argentino.